# ريتشارد هيو تيلي
ريتشارد هيو تيلي (بالإنجليزية: Richard H. Tilly)‏ هو مؤرخ اقتصادي وأستاذ جامعي ومؤرخ أمريكي، ولد في 17 أكتوبر 1932 في شيكاغو في الولايات المتحدة.